# Morceaux de fantaisie
Morceaux de fantaisie (russe : Пьесы Фантазии, Pyesy Fantazii), op. 3, est un groupe de cinq pièces pour piano seul, composé par le compositeur russe Sergueï Rachmaninov en 1892. Le titre reflète le caractère des pièces, plutôt que leur forme musicale, car aucune n'est réellement fantaisiste. L'œuvre est dédiée à Anton Stepanovich Arensky, qui fut le professeur du compositeur.
Rachmaninov joua les Morceaux de fantaisie pour la première fois en public à Kharkov le 27 décembre 1892 et deux mois plus tard, jour pour jour, il donnait à Tchaïkovski les premiers exemplaires de la série nouvellement publiée.
Le titre de l'œuvre reste en français (Morceaux de fantaisie) dans les autres langues tels que l'allemand ou l'anglais.

## Composition

### Élégie en Mi bémol mineur

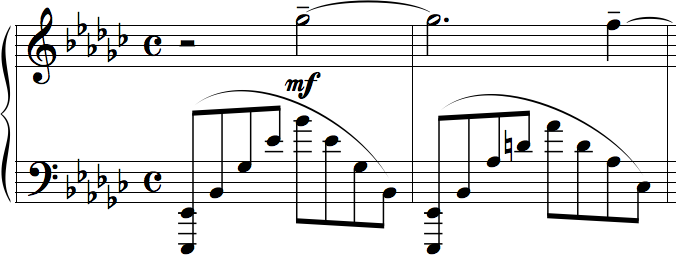
Élégie est la plus lente et la plus méditative des pièces

Élégie (Элегия, Elegiya) est une élégie musicale dans un tempo moderato.

### Prélude en Do dièse mineur

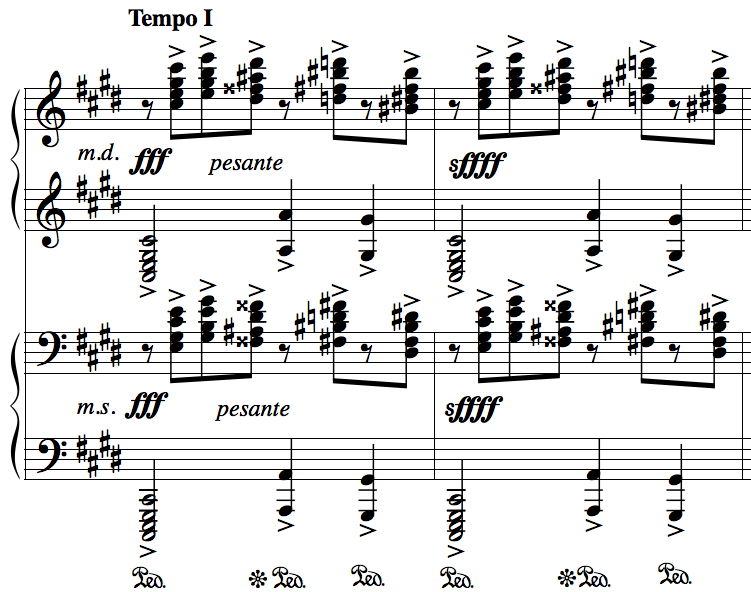
Prelude est célèbre pour son thème et sa coda

La deuxième pièce, Prélude (Прелюдия, Prelyudiya) est sans doute la pièce la plus connue du groupe. Elle a été composée en premier, les autres pièces la complétant. En 1938, le compositeur en fit une transcription pour deux pianos.

### Mélodie en Mi majeur

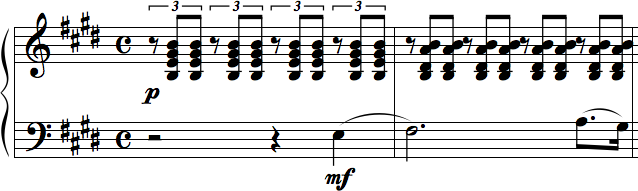
Melodie est une pièce courte avec un point culminant

Melodie (Мелодия, Melodiya) est une pièce courte dans un tempo Adagio sostenuto. Elle fut révisée par Rachmaninov en 1940, en même temps que la Sérénade.

### Polichinelle

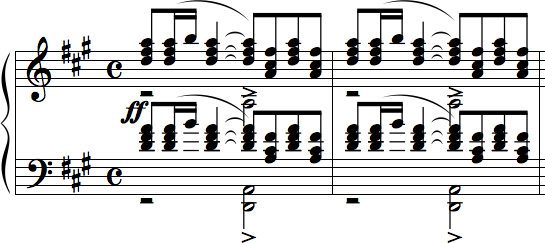
Polichinelle a un ton à la fois expressif et fort

La quatrième pièce est nommée Polichinelle (Полишинель, Polishinyelʹ). Ce nom a été suggéré à Sergueï Rachmaninov par son ami le ténor Mikhail Slonov. Elle est en Fa dièse mineur, dans un tempo Allegro vivace. C'est une pièce de caractère, basée sur le personnage de la Pulcinella de Commedia dell'arte (Polichinelle étant l’équivalent Français de Pulcinella). Elle est en forme ternaire (ABA).

### Sérénade
Les Morceaux de fantaisie s'achèvent avec Sérénade (Серенада, Serenada). Ce morceau a été ajouté à la composition, qui ne devait en compter que quatre, par le compositeur après la lecture d'une interview de Tchaïkovski en novembre 1892 où celui-ci pensait qu'il fallait donner une chance aux nouveaux talents et mentionnait Glazunov, Arensky et Rachmaninov comme étant les plus brillants de la jeune école.
Elle fut révisée par Rachmaninov en 1940, avec la Mélodie en Mi majeur.

## Source
- (en) Cet article est partiellement ou en totalité issu de l’article de Wikipédia en anglais intitulé « Morceaux de fantaisie » (voir la liste des auteurs).